# Cerkiew Świętego Pantelejmona w Wełesie
Cerkiew Świętego Pantelejmona (mac. Соборен храм Св. вмч. Пантелејмон) – prawosławny sobór w Wełesie, katedra eparchii powardarskiej Macedońskiego Kościoła Prawosławnego.
Sobór położony jest na wzniesieniu na południowy zachód od zabudowań Wełesu.

## Historia
Cerkiew została wzniesiona w latach 1837–1840 przez Gjorcze i Andreja Damianowów oraz dwóch budowniczych z rodu Renzowci. Zajęła miejsce starszej, znacznie mniejszej świątyni, przy której pierwotnie znajdował się monaster. Poświęcenia gotowego obiektu dokonał 9 sierpnia 1840 biskup wełeski Ignacy w asyście miejscowego proboszcza, duchownego imieniem Grujo, jednego z inicjatorów powstania świątyni. W obiekcie nie było dzwonów, posługiwano się jedynie symantronem. Wolno stojącą dzwonnicę wzniesiono dopiero w latach 1904–1905.

## Architektura
Budynek został wzniesiony z kamienia. W jego architekturze widoczne są wpływy architektury orientalnej oraz wpływy zachodnioeuropejskie. Ma 30 metrów długości i 19,1 metra szerokości. Jest trójnawową bazyliką (nawę główną od bocznych oddzielają rzędy kolumn o bogato zdobionych głowicach, po siedem w każdym) z trzema absydami. Cerkiew otoczona jest dwukondygnacyjną galerią, z której do budynku wchodzi się przez bogato zdobioną arkadę. Posiada przedsionek i narteks. Dach budynku skonstruowano niemal w całości z drewna. Część ścian we wnętrzu obiektu pokrywają freski. Oprócz ołtarza głównego św. Pantelejmona w cerkwi funkcjonują ołtarze boczne św. Dymitra Sołuńskiego i św. Menasa. Cerkiewny ikonostas wykonany jest z drewna. Na wyposażeniu obiektu pozostaje szereg ikon podarowanych przez prywatnych darczyńców – najstarsze z 1818, kolejne z lat 1843–1860.
Na terenie cerkiewnym znajduje się nagrobek jednego z jej budowniczych Andreja Damianowa.